# Myrioblephara albiviridis
Myrioblephara albiviridis är en fjärilsart som beskrevs av W. Warren 1906. Myrioblephara albiviridis ingår i släktet Myrioblephara och familjen mätare. Inga underarter finns listade i Catalogue of Life.